# Pierre Mollaret
Pierre Mollaret, né le 10 juillet 1898 à Auxerre et mort le 3 décembre 1987 à Montgeron près de Paris, est un médecin neurologue, épidémiologiste et biologiste français.

## Biographie
Pierre Mollaret reçut sa formation médicale à Paris. Ses études furent interrompues par la Première Guerre mondiale. Il fut l'élève de Georges Guillain.
Chargé du Centre de malariathérapie de l'hôpital de la Salpêtrière, Paris (1930). Assistant (1932‑1935), chef de laboratoire (1935‑1941), chef de service (1941‑1966), puis professeur à l'Institut Pasteur (Paris). Secrétaire général de la Revue de Neurologie (1938).
En 1959, il publie avec Maurice Goulon un article fondamental sur les signes avérés du coma dépassé chez une série de patients sans activité cérébrale et incapables de respirer seuls, ce qui a permis de décrire les signes de la mort cérébrale, initiant l'essor des greffes d'organes.
Il a laissé son nom à la méningite (en) aseptique récurrente, une affection rare due au virus Herpes simplex,.
On lui doit aussi la description, avec Guillain, du triangle des myoclonies, une zone anatomique du tronc cérébral dans laquelle une lésion est susceptible de se traduire par des myoclonies du voile du palais.
Il a occupé la chaire des maladies infectieuses à l'hôpital Claude Bernard à Paris et a contribué à la prise en charge d'un grand nombre de victimes de la poliomyélite souffrant de paralysie respiratoire. 
Pierre Mollaret décrivit aussi l'agent causal de la maladie des griffes du chat.

## Famille
Pierre Mollaret a épousé une des cinq filles de Georges Guillain dont il a un un fils, Henri Hubert (1923-2008), spécialiste de la peste à l'Institut Pasteur.